# 天等河 (渌水江)
天等河，位于中国广西壮族自治区西部，是渌水江右岸支流，发源于天等县上映乡上美村多腊，东北流，穿过念合水库、付漫水库，于宁干乡东南转东南流，经天等县城天等镇到蓬屯转东流，于龙洞村流入地下，至隆安县屏山乡汇入渌水江。河长56千米，平均比降3.07‰，流域面积448平方千米。